# Edsel

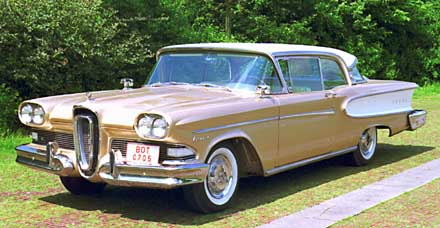
Edsel Corsair uit 1958.

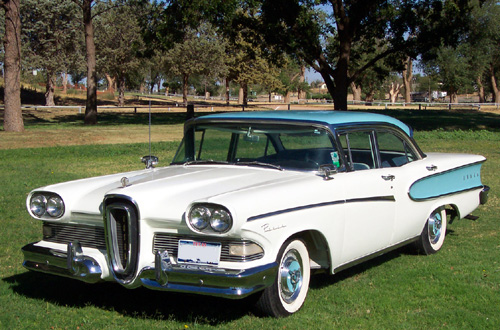
Edsel Pacer uit 1958.

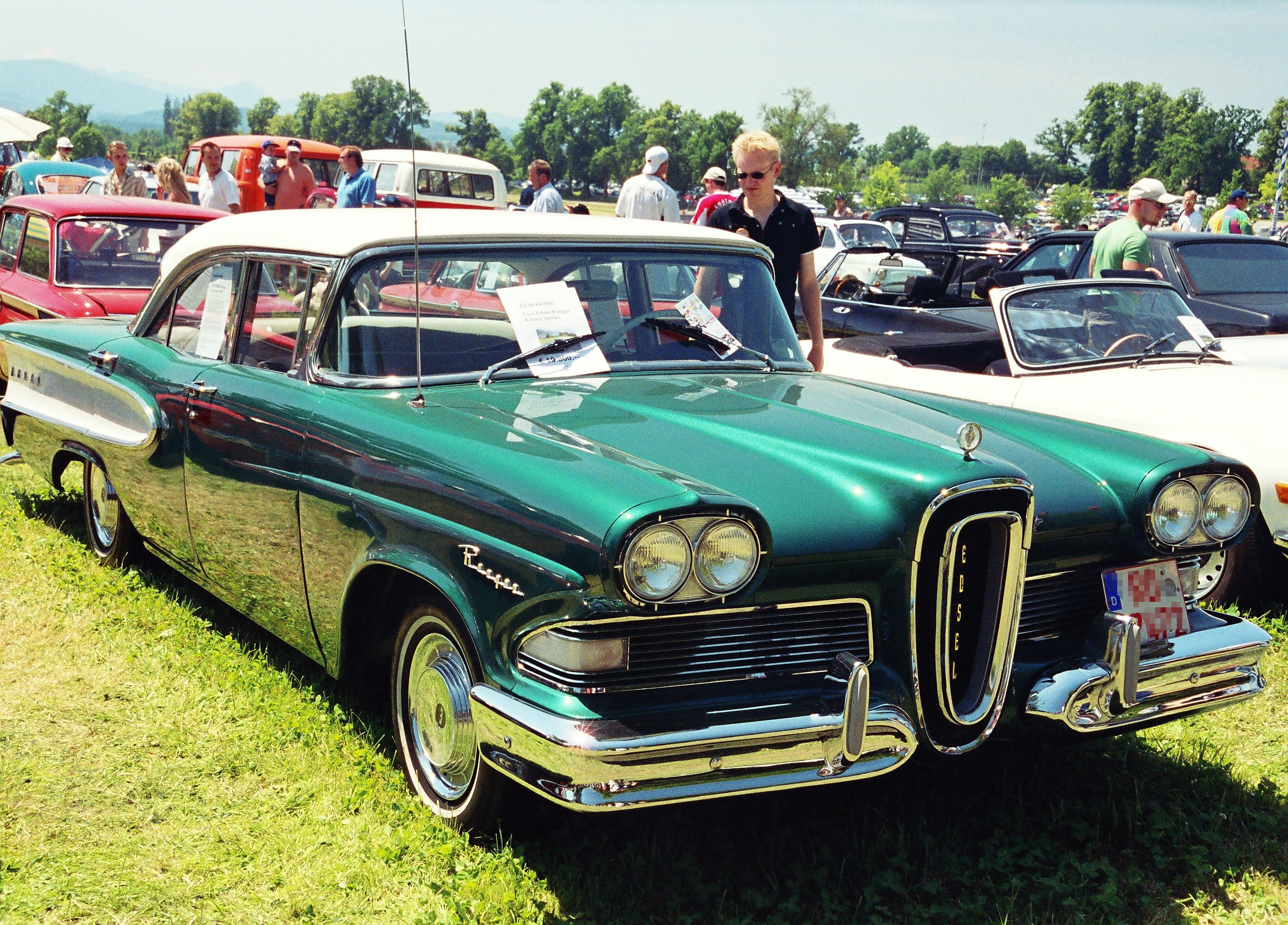
Edsel Ranger uit 1958.

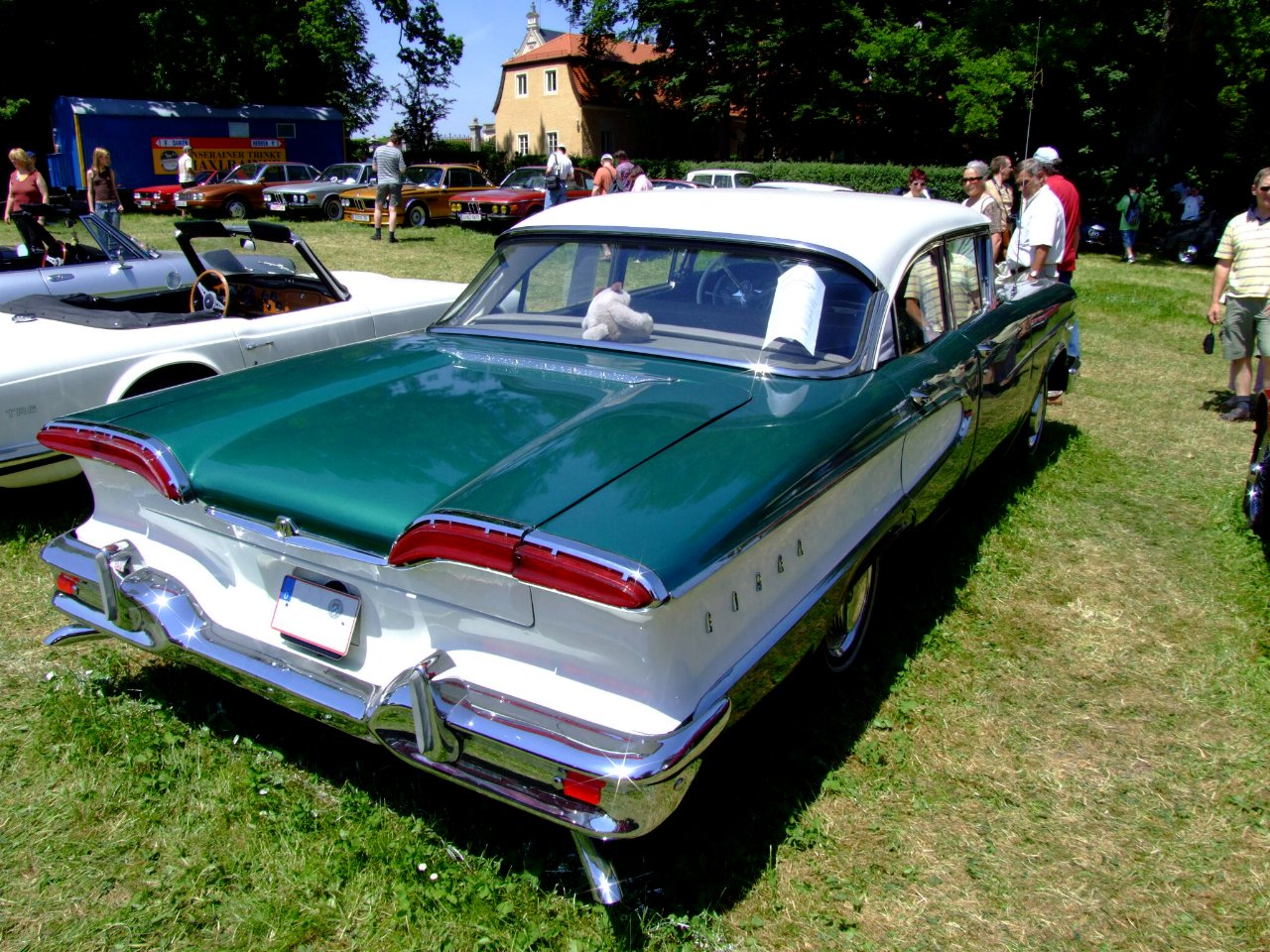
Edsel Ranger uit 1958.

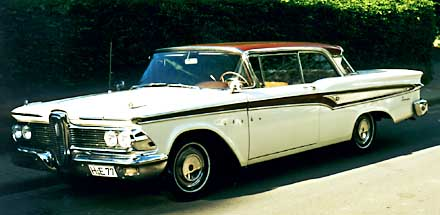
Edsel Corsair uit 1959.

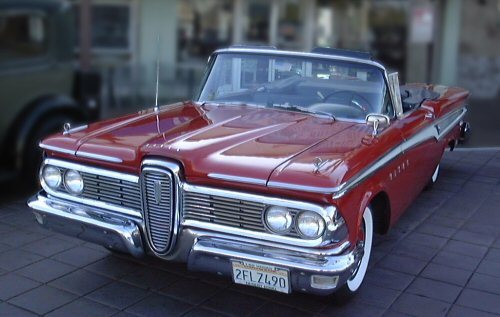
Edsel Corsair uit 1959.

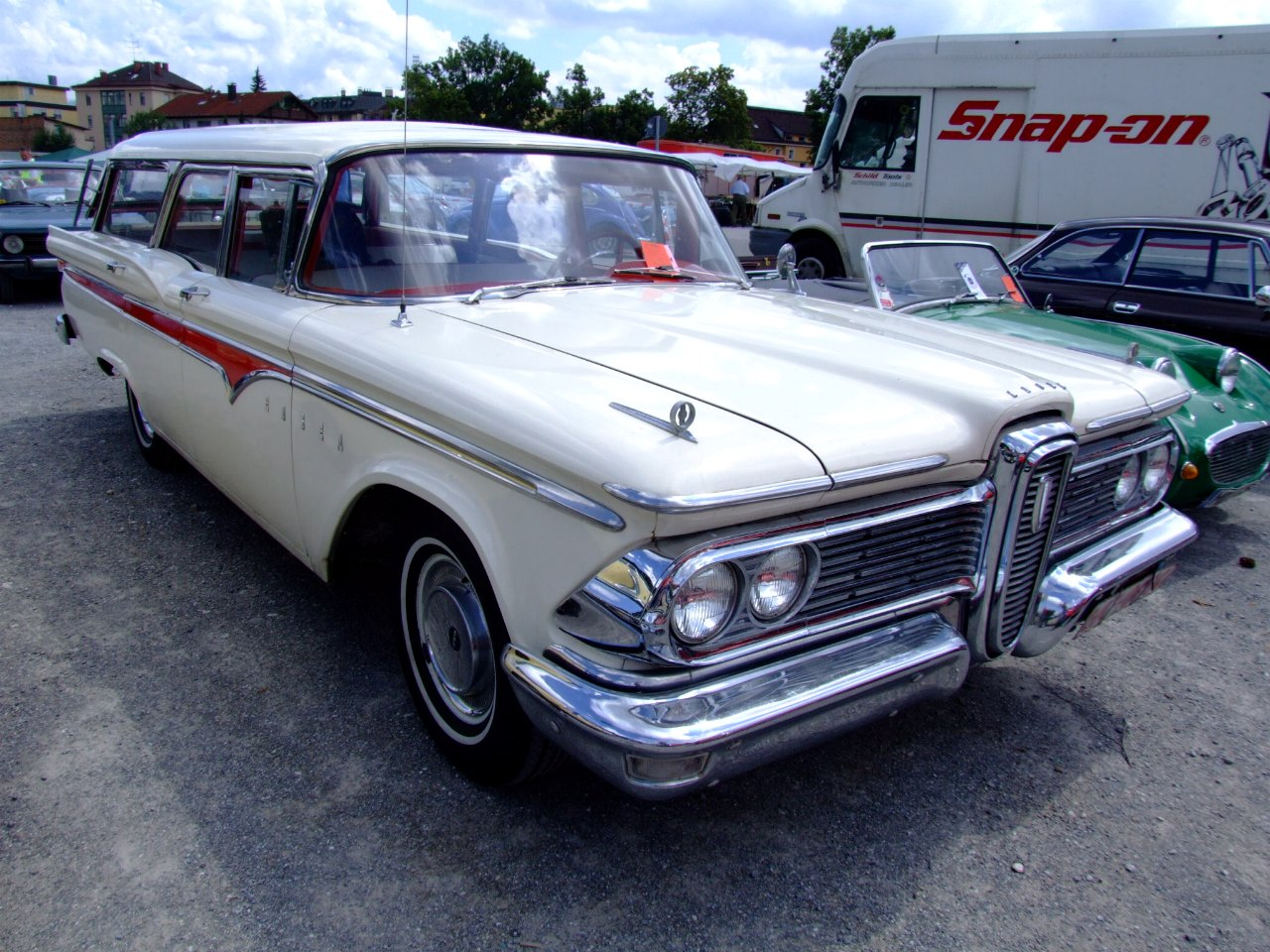
Edsel Villager uit 1959.

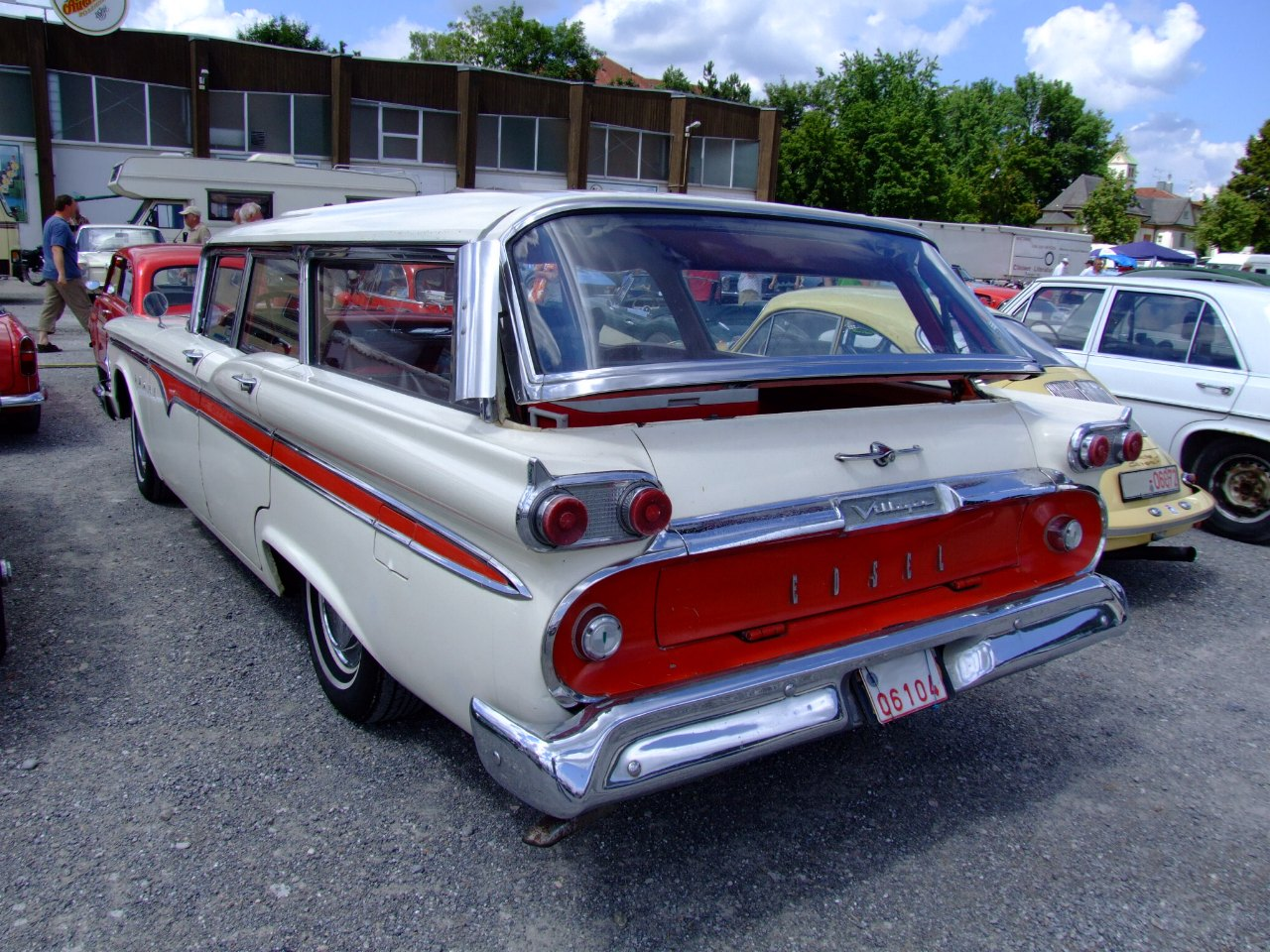
Edsel Villager uit 1959.

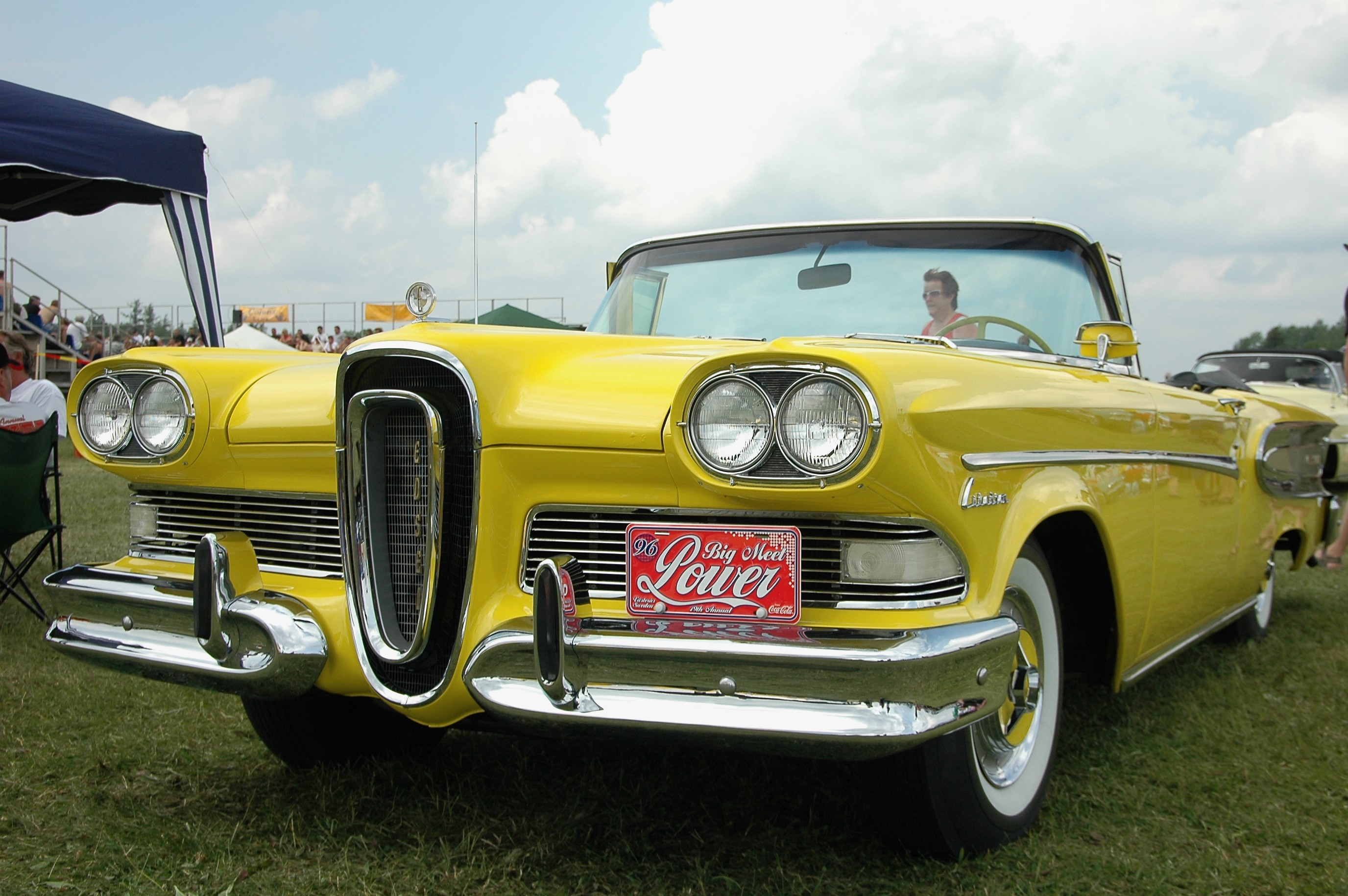
Edsel Corsair.

Edsel is een voormalig Amerikaans automerk dat in 1958 werd gelanceerd door Ford Motor company. Het model mislukte en staat bekend als een van de grootste en duurste mislukkingen in de Amerikaanse auto-industrie. Edsel werd in 1960 alweer geschrapt.

## Geschiedenis

### Voorgeschiedenis
In het begin van de jaren vijftig had Ford 43% van de Amerikaanse automarkt in handen. Van de midden- en de topklasse, waarin Ford met resp. de merken Mercury en Lincoln concurreerde, had het concern echter slechts 13% in handen. Daarnaast bleek uit marktonderzoek dat het luxemerk Lincoln niet met General Motors' luxemerk Cadillac concurreerde, maar met Oldsmobile.
Toenmalig directeur van Ford, Henry Ford II, bedacht dat er een nieuw merk nodig was. Lincoln zou naar een hoger marktsegment worden verschoven met het nieuwe merk daaronder. Boven Lincoln kwam nog een nieuw topmerk Continental te staan. Continental werd in 1955 gelanceerd en bouwde slechts één model, de Continental Mark II. In 1957 werd die divisie stopgezet en werd de naam doorgeschoven naar Lincoln, wiens nieuwe topmodel Lincoln Continental Mark III ging heten.
Op 7 april 1955 werden de plannen hieromtrent, die de naam The Big Plan hadden gekregen, goedgekeurd. Het merk dat onder Lincoln zou komen kreeg tijdens de ontwikkeling de voorlopige naam E-Car, wat stond voor Experimental Car. Het merk werd, samen met Continental, de verantwoordelijkheid van een aparte divisie. Er vloeide heel wat water naar de zee voor de E-Car haar definitieve naam kreeg. Interne studies werden uitgevoerd, een reclamebedrijf werd ingehuurd, enquêtes werden gehouden en er kwamen suggesties binnen. Al vroeg werd ook de naam Edsel voorgesteld, als eerbetoon aan Henry Fords overleden zoon. Hoewel Henry Ford II, Edsels zoon, hier tegen was, werd uiteindelijk toch voor Edsel gekozen.

### Het begin
4 september 1957 was E-Day, de grote dag waarop Edsel met veel fanfare werd gelanceerd. De voorgaande maanden was al nieuwsgierigheid opgewekt door advertenties te publiceren met enkel details van de nieuwe auto. Nu begon een grote dure marketingcampagne. De dealers werden overrompeld door nieuwsgierigen. Op 13 oktober werd zelfs een speciale televisieshow, The Edsel Show(met Bing Crosby, Frank Sinatra, Louis Armstrong en Rosemary Clooney, tevens de eerste show op CBS die op videotape werd opgenomen) uitgezonden.
De verwachtingen van de vele nieuwsgierigen werden niet ingelost. Waar men een vernieuwende radicale auto verwachtte zag men enkel een gewoon bijtijds model met wat meer gadgets dan anders. Edsel had een eigen netwerk met 1200 dealers opgebouwd die dagelijks minstens 400 stuks zouden moeten verkopen. Dat aantal werd nooit gehaald. Het meest herkenbare aan een Edsel was het radiatorrooster dat op een haam leek en later dan ook de bijnaam horse collar kreeg.
De Edsel had wel een unieke stijl waarvan die horse collar een onderdeel was. Dat was bewust gedaan om een opvallende auto te creëren. Die stijl lokte matige tot zelfs afbrekende reacties uit. Sommigen vroegen zich af of het publiek wel lag te wachten op zo'n grote, opvallende en dorstige auto. Ook de wegligging van Edsel werd als bijzonder slecht ervaren (door Consumer Reports).

### De verkoop
Rond 1958 hadden de VS met een recessie te kampen en kwam er meer vraag naar kleinere, zuinige auto's. Niet meteen een categorie waar Edsel in viel. Ook de hype met grote auto's met grote staartvinnen en veel chroom kwam toen net ten einde. Gebaseerd op de groei in de automobielsector in 1956 en 1957 had Edsel zich een jaarproductie van 200.000 exemplaren tot doel gesteld voor het eerste jaar. Uiteindelijk werden er in dat jaar 63.110 stuks verkocht.
Ford had een volledig nieuwe divisie opgericht voor Edsel. Die deed alles zelf en had zelfs een eigen dealernetwerk. Het enige wat Edsel niet had waren fabrieken. Daarom werden Edsels geproduceerd in de fabrieken van Ford en Mercury, tussen de modellen van die merken door. Dat was funest voor de kwaliteit en ook de werknemers zagen dat niet zitten. Veel Edsels kwamen van de assemblagelijn met ontbrekende of niet-werkende onderdelen en waren slecht in elkaar gezet. Zulke auto's belandden bij de dealers en bezorgden het merk een zeer slechte reputatie.
Voor modeljaar 1958 werden vier modellen gebouwd. De grotere duurdere modellen waren de Edsel Citation en de Corsair. De minder dure modellen waren de Pacer en de Ranger. Daarvan bestonden ook nog enkele afgeleide stationwagens. Voor 1959 bleven enkel de Corsair, in feite wel de Pacer, en de Ranger over. De Edsel Villager was ook de enige overgebleven stationwagen. Voor 1960 werd de Corsair geschrapt en bleef enkel de Ranger over met de Villager. Beiden waren in feite aangepaste Fords.

### Het einde
De stopzetting van Edsel werd aangekondigd op 19 november 1959. Nog tot eind november werd doorgegaan met produceren. Uiteindelijk waren nog 2848 stuks voor modeljaar 1960 gebouwd. Daags na die aankondiging stuikte de waarde van een Edsel in elkaar. Voor 1960 was nog een nieuw model gepland, de Comet. Dat model ging uiteindelijk naar Mercury en werd daar de Mercury Comet. Van de Comet werden in het eerste jaar meer stuks verkocht dan Edsel in totaal had gebouwd.
Voor Ford was Edsel een ramp geworden. Het bedrijf verloor er zo'n $250 miljoen aan. Dat bedrag uit 1958 ligt in de huidige geldwaarde bijna tien keer hoger. Desondanks kreeg Fords aandeel geen echte klappen en werd winst genoteerd in alle jaren dat Edsel bestond. Achteraf kon Ford nog een beetje van de investering recupereren door de technologieën die voor en door Edsel waren ontwikkeld over te nemen.

### Nadien
Achteraf heeft de hele auto-industrie lering kunnen trekken uit Edsel. Ford onttrok alle fabrieken aan de verschillende divisies en bracht ze onder in de afdeling fabricage. Hierna verbeterde de kwaliteit aanzienlijk. Toen General Motors in de jaren tachtig het merk Saturn lanceerde keek men naar Edsel om te weten hoe men het niet moest doen.
Van de ongeveer 118.000 geproduceerde Edsels rijden er tegenwoordig nog enkele duizenden rond met enkele duizenden meer in opslag of in restauratie. In totaal zouden het er minder dan 6000 zijn. Edsel is door de jaren heen een verzamelobject geworden, met een aanzienlijke groep liefhebbers en bewonderaars. De prijzen van Edsels zijn in verhouding met andere gezochte automodellen uit de jaren vijftig relatief laag. Men kan, met een beetje geluk, al een Edsel vinden voor minder dan €10 000. Er zijn ook exemplaren van meer dan €80 000 bekend; dit zijn meestal bijzondere zogenoemde "full-options"-modellen, of ongerestaureerde auto's.

## Verkoopcijfers
- 1958: 63 110
- 1959: 44 891
- 1960: 02 848

## Modellen
| - 1958      | Edsel Bermuda  |
| - 1958-1959 | Edsel Citation |
| - 1958-1960 | Edsel Corsair  |
| - 1958      | Edsel Pacer    |
| - 1958-1960 | Edsel Ranger   |
| - 1958      | Edsel Roundup  |
| - 1958-1960 | Edsel Villager |